# Nedvězí u Říčan
Nedvězí u Říčan (německy Nedwies) je městská čtvrť a katastrální území Prahy (do 30. 6. 2016 byla jako část obce označena názvem Nedvězí bez přívlastku), tvořící městskou část Praha-Nedvězí. Leží na jihovýchodním okraji Prahy, v sousedství města Říčany, a dosud si do značné míry zachovalo venkovský charakter. Je zde evidováno 13 ulic a 97 adres. Žije zde zhruba 300 obyvatel.

## Historie
Obec byla pravděpodobně založena v období vlády Přemyslovců, kteří vlastnili veškerý majetek na východ od Prahy k Říčanům. Nejstarší dochovaná zmínka je v soupise majetku kapituly vyšehradské z roku 1313, kde se uvádí s Hájkem za Dubčem. Jméno vsi Nedvězí (Medwes, Nedwiez, Nedwěz) bývá odvozováno z přírodního jména medvěd, ale jazykovědci připouštějí i vznik od osobního jména Medvěd.
V první polovině 14. století patřilo Medvězí vyšehradské kapitule a z jeho výnosů byly vydržováni kněží-chorálníci. V roce 1364 jej vlastnili tři synové staroměstského konšela Mikuláše Planera, později převzala majetek královská koruna a roku 1419 jej Václav IV. prodal Litmírovi ze Lhotky, poté se vystřídala řada dalších majitelů. V roce 1574 patřilo ke Kolodějím. Po porážce českých stavů byl majetek Václava Šťastného Rause zkonfiskován a připadl knížeti Karlu Lichtenštejnovi a lichtenštejnskému uhříněveskému panství. V roce 1653 mělo Nedvězí pouze deset hospodářských gruntů a stavení.
Za třícetileté války Nedvězí na rozdíl od mnoha okolních vsí uniklo vypálení.
Od pozemkové úpravy v roce 1719 do roku 1750 bylo v Nedvězí 10 gruntů, a to ve staveních čp. 1, 2, 3, 5, 6, 7, 8, 9, 10 a 12. Krom toho byla v obci výsadní hospoda z kovárnou, zmiňovaná už v konfiskační listině z roku 1623.
Jak napsal kronikář Hübner, zásluhou pokrokových hospodářů Josefa Rathouského a Františka Húbnera se ve druhé polovině 19. století objevily v Nedvězí moderní zemědělské prostředky. Od roku 1861 byly na nedvězských stráních nákladem obce systematicky vysazovány švestkové a višňové sady, avšak švestky se neuchytily a pošly. Roku 1857 byly kvůli hubení přemnožených myší orbou zúženy dosud široké meze a vykáceny plané hrušně, které na nich rostly. Ačkoliv většina staveb byla dřevěných se slaměnými střechami, jediný větší požár nastal v první polovině 18. století, kdy mu padla za oběť stavení čp. 1, 2 a kovárna čp. 23, roku 1860 pak shořela stodola čp. 9, roku 1868 došlo postupně ke třem menším požárům, z toho dva byly dílem žháře. Roku 1883 zapálil blesk obydlí čp. 24 a vážně popálil dceru majitele. Roku 1808 vyhynul téměř všechen dobytek v obci při dobytčím moru, zachován byl jen jeden vůl a jedna kráva.
V minulosti býval na dnešní louce u Mýta rybník, z něhož byla voda vedena náhonem podél potoka až do vsi, kde končil nádržkou u cesty k Říčanům. Proti čp. 10 stával kdysi mlýn.
Roku 1856 byl na návsi zřízen obecní rybník, roku 1862 byl u něj postaven železný kříž s pozlaceným Kristem, který byl 17. srpna 1862 posvěcen a od té doby se v neděli po 17. srpnu každoročně konala pouť, ta byla později spojována s obžínkami a odkládána na později. Roku 1871 či 1874 byl postaven kamenný most, roku 1881 lávka, roku 1884 nová silnice od Pacova ke Kolovratům. Roku 1873 najala obec prvního obecního strážníka, který byl zároveň obecním poslem, polním hlídačem a ponocným. V roce 1884 zde bylo 38 domovních čísel a 257 obyvatel.
Do roku 1828 navštěvovaly nedvězské děti hlavně říčanskou a uhříněveskou školu. Roku 1828 zřídilo Nedvězí soukromou školu, kde se učilo až do roku 1839, kdy se zdejší učitel odstěhoval do Dubče. Roku 1858 byla postavena školní budova, teprve roku 1865 zde byla povolena tzv. škola exponovaná. Roku 1879 byla k nedvězské škole pro vůli nedvězských obyvatel přiškolena obec Pacov a kvůli zvýšení počtu žáků cca ze 40 na 100 měla být škola změněna na dvoutřídní, kvůli čemuž bylo obci nařízeno postavit novou školní budovu. Roku 1884 byla postavena nová, víceúčelová školní budova.
Roku 1919 byl v Sadu svobody (dnes v Břízově ulici) odhalen žulový pomník se jmény 11 místních občanů padlých v první světové válce. Roku 1923 bylo slavnostně otevřeno místní muzeum, v jehož sbírkách etnografického charakteru byly zastoupeny zemědělské prvky z obcí širokého okolí; od 28. května 1955 je jeho sbírkový fond uložen v Městském muzeu v Říčanech.
Při zavedení obecního zřízení v roce 1849 bylo Nedvězí součástí Kolovrat, spolu s Lipany a Tehovičkami. Zákonem z 2. února 1867 se stalo samostatnou obcí, jíž bylo až do připojení k Praze roku 1974.
Kromě zemědělských hospodářství a řemeslníků bývala v Nedvězí cihelna, a to v letech 1840–1850 u potoka u tehdejšího čp. 1, v letech 1872–1876 pak „ve stráňce vlevo od uličky“. V letech 1882 a 1883 se několik rodin odstěhovalo za lepším živobytím do Bulharska a do Chorvatska.
Rozlehlé prostranství návsi začalo být zastavováno v roce 1767 – domkem čp. 14, obecní pastouškou čp. 15 a chaloupkou čp. 16 u cesty k Pacovu. Budova úřadu byla postavena po roce 1974. Návesní rybník byl přestavěn ve vybetonovanou nádrž. Za budovou úřadu byla od druhé poloviny 70. let kruhová keramická fontána, která postupem času zchátrala; v červnu 2012 ze již po ní nebylo ani stopy.
Podle sčítání lidu ke konci roku 1890 bylo v Nedvězí 41 domů, z toho 40 obydlených, a 288 obyvatel, 58 koní, 212 kusů hovězího dobytka, 50 koz a 27 oslů. Od 50. do 70. let dvacátého století mělo Nedvězí lehce přes 170 obyvatel, po roce 1980 se počet obyvatel průběžně zvyšuje. V roce 2013 bylo v Nedvězí evidováno 286 obyvatel, z toho 82 živnostníků a 2 rolníci a zemědělští podnikatelé, dále 46 obchodních společností a 10 jiných subjektů (sdružení, spolky apod.).
V květnu 1993 byl na návrh nedvězských radních zastupitelstvem Hlavního města Prahy schválen znak městské části, zobrazující medvěda s cepem v tlapách na zeleném poli. Tento návrh se jako jeden z mála tehdy schvalovaných obecních znaků setkal s protesty některých radních, kteří kritizovali neheraldické vyobrazení medvěda a přílišnou podobnost s erbem německého Berlína. Diskuze byla tehdy ukončena slovy náměstka Jiřího Exnera: Myslím si, že berlínský medvěd je ještě ošklivější než tento.
V červnu 2013 postihla dolní část vesnice záplava z rozvodněné Rokytky. V roce 2013 pražský magistrát naplánoval rekonstrukci koryta Rokytky v Nedvězí v délce 560 metrů a ceně přes 20 milionů Kč, jejíž součástí mají být revitalizační úpravy Rokytky, vegetační úpravy, přeložky kabelů nízkého napětí, nedvězského veřejného a slavnostního osvětlení a úpravy mostu mezi ulicemi Hájová a Rokytná.

## Území, příroda a památky
Centrem vsi protéká Rokytka, její okolí je chráněno jako přírodní park Rokytka. Jihovýchodně od centra Nedvězí se nachází podél Rokytky přírodní rezervace Mýto (dříve chráněný přírodní výtvor V mejtě). Kolem roku 1985 zde byla vyznačena naučná stezka V Mejtě. Tu po jejím zpustnutí a zániku nahradila v září 2012 z iniciativy botanika Vítězslava Jaroše nová okružní naučná stezka Mýto s 6 informačními tabulemi. V rámci obnovení naučné stezky byla zřízena nová lávka přes Rokytku a obnovena stezka po levém břehu.
V severní části vesnice se nacházejí tři památné stromy: dva duby letní u Pánkovy ulice směrem na Křenice a jedna lípa malolistá nedaleko na louce u Rokytky, podle obvodu kmene považovaná za druhou nejmohutnější lípu svého druhu v Praze.
Nedvězí nemá žádné památky typu kostela, kaple, tvrze či zámku. Kronika v roce 1884 uvádí, že protože dřívější stavby byly dřevěné, málo se jich dochovalo, a připomíná, že prý v místech studny tehdejšího domu číslo 2 kdysi stávala stará zděná zvonice, která měla podobu hradu, a při jejím bourání byl nalezen poklad.
Jedinou chráněnou nemovitou kulturní památkou na území Nedvězí je (od roku 2009) věžová trafostanice u Rokytky v Hájové ulici. Vzhledově není z laického hlediska nijak výjimečná, na webu městské části o ní není žádná zmínka. Trafostanice je dosud funkční (pod označením TS 4041), původní nadzemní vedení bylo ale nahrazeno podzemními kabely.
V roce 2006 provedl Národní památkový ústav v Nedvězí památkový výzkum. Nejstarší zástavba leží v centrální části vsi, půdorys jejího jádra byl dotvořen až počátkem 20. století. Půdorysy statků a urbanistická struktura v historickém jádru vsi byly dobře zachovány a zástavba při cestách k sousedním obcím byla do 30. let 20. století doplněna drobnou domkářskou zástavbou. Do roku 2006 se dochovala řada hospodářských objektů zejména z období první republiky, na fasádách a v interiérech se zachovala řada původních architektonických detailů, z nichž NPÚ ocenil zejména soubor oken z počátku 20. století a další výplňové prvky, a mnoho původních konstrukcí a materiálů.
V jižní části vsi se nachází rekreační komplex označený jako Motel Mejto. Východně od něj při Hájové ulici se nachází budova Vinárny Mejto, která se nabízí především na soukromé oslavy. Přímo na návsi u obecního úřadu stojí restaurace U rybníka, označená zašlým označením jako ubytovací hostinec. V severní části vsi se nachází rozsáhlý zemědělský komplex, skládající se ze zděných budov bývalého vepřína i z plechových hal.

## Doprava
V dnešní době v Nedvězí jezdí dvě linky PID a to linka společnosti ČSAD Polkost, 227 (Háje-Nedvězí) a noční linka společnosti DPP, 906 (Háje-Skalka), v Nedvězí se nachází 3 (4) autobusové zastávky a to: Nedvězí, Hájová a Pánkova, (Říčany,p.a.Černokostelecká).

### Historie Dopravy
Pro spojení s Prahou od roku 1871 sloužila dráha císaře Františka Josefa a její nádraží v Říčanech, vzdálené od Nedvězí necelé tři kilometry. Roku 1920 byla otevřena zastávka v Kolovratech, vzdálená od Nedvězí jen necelé 2 kilometry.
Poblíž Nedvězí prochází kutnohorská silnice, do roku 1998 pod číslem II/333, od roku 1998 povýšená od hranic Prahy na silnici I/2. Z Nedvězí vedou místní komunikace (dříve silnice) směrem na jih do Říčan k průmyslovému areálu, na východ do Pacova (od hranic Prahy jako silnice III/1076), na severovýchod do Křenic (od hranic Prahy jako silnice III/33314), a severozápad do Královic a na západ ke kutnohorské silnici a do Kolovrat. V západní části území Nedvězí má mezi Kolovraty a Nedvězím procházet Pražský okruh a má zde vzniknout mimoúrovňová křižovatka s kutnohorskou silnicí.
Cesta od Uhříněvsi vedla dříve cestou, kterou v roce 1884 zmiňuje kronikář již jen jako rokli mezi čp. 5 a 6. Voda však úvoz natolik vymlela, že cesta musela být přeložena. Hospoda s kovárnou byly při vstupu do vesnice při pravé straně. Od hospody vedla cesta dolů k dřevěné lávce přes potok. Průtah silnice od Pacova k hlavní silnici vybudovala obec v letech 1882–1884.
Pro obsluhu Nedvězí veřejnou dopravou dlouho sloužily jen autobusové linky jezdící po kutnohorské silnici: od roku 1929 linky Československé pošty 837 (Praha–Jevany–Kostelec nad Černými lesy) a 838 (Praha–Kostelec nad Černými lesy–Kouřim). Zastávka u Nedvězí se jmenovala „Křižovatka k Nedvězí“ či „Kolovraty – rozcestí“. Státní i soukromé autobusové linky v tomto směru, a též do Kutné Hory, Chocerad, Sázavy a dalších měst, zpočátku jezdily v Praze k Wilsonovu nádraží, později byly zkráceny do Strašnic do oblasti křižovatky Černokostelecká a poté opět prodlouženy k nové stanici metra Želivského. 24. září 2000 byla většina linek v tomto směru začleněna do Pražské integrované dopravy a odkloněna ke stanici metra Skalka, ale zároveň na nich byla zrušena zastávka na rozcestí mezi Kolovraty a Nedvězím. Po prodloužení linky metra byly zkráceny ke stanici Depo Hostivař, od prosince 2008 byly odkloněny ke stanici metra Háje.
Roku 1930 byla zavedena linka 845 (Sluštice – železniční zastávka Klánovice) s jedním párem spojů, které jezdily přes nedaleké Křenice nebo přes pacovskou křižovatku. Kolem roku 1958, kdy tato linka nesla označení 01072, na ní vznikl historicky první spoj veřejné dopravy, který projížděl přímo přes vesnici Nedvězí. Roku 1974 pak vznikly první spoje projíždějící Nedvězím na lince ČSAD 10850, spojující Prahu s Černokosteleckem. 16. listopadu 1981 byla do Nedvězí zavedena autobusová linka MHD 268 ze zastávky Černokostelecká přes Uhříněves a Kolovraty, roku 1990 byla prodloužena ke stanici metra Skalka, později zkrácena k uhříněveskému nádraží. V letech 1990–1996 jezdil do Nedvězí též jediný spoj školní linky 435, z Uhříněvsi. Od 14. prosince 2008 byla linka 268 zrušena a nahrazena prodloužením linky 267 od stanice metra Háje. Nyní jezdí do Nedvězí linky 227 (přečíslování z linky 267) a noční linka 906 ze Skalky. V Nedvězí mají autobusy MHD tři páry zastávek: Pánkova (na kolovratské straně u zemědělského areálu), Hájová (v centru vsi u návsi a úřadu městské části) a Nedvězí (na pacovské straně vsi). S Říčany, Pacovem, Křenicemi ani Královicemi Nedvězí v současné době (2014) přímé spojení veřejnou dopravou nemá.
K Nedvězí patří též ulice Pod Bahnivkou, přiléhající k zástavbě Říčan-Radošovic a vzdálená asi 1,5 km od vlastního Nedvězí, a asi 6 rodinných domů v této ulici. V bezprostřední blízkosti této ulice, zčásti dokonce přímo na území Nedvězí, se nachází na kutnohorské silnici autobusová zastávka „Říčany, průmyslový areál“. Přesto je zařazena pouze do vnějších pásem PID.
Západně od Nedvězí prochází elektrické vedení 110 kV od Benešova směrem k Dubči.

## Další fotografie

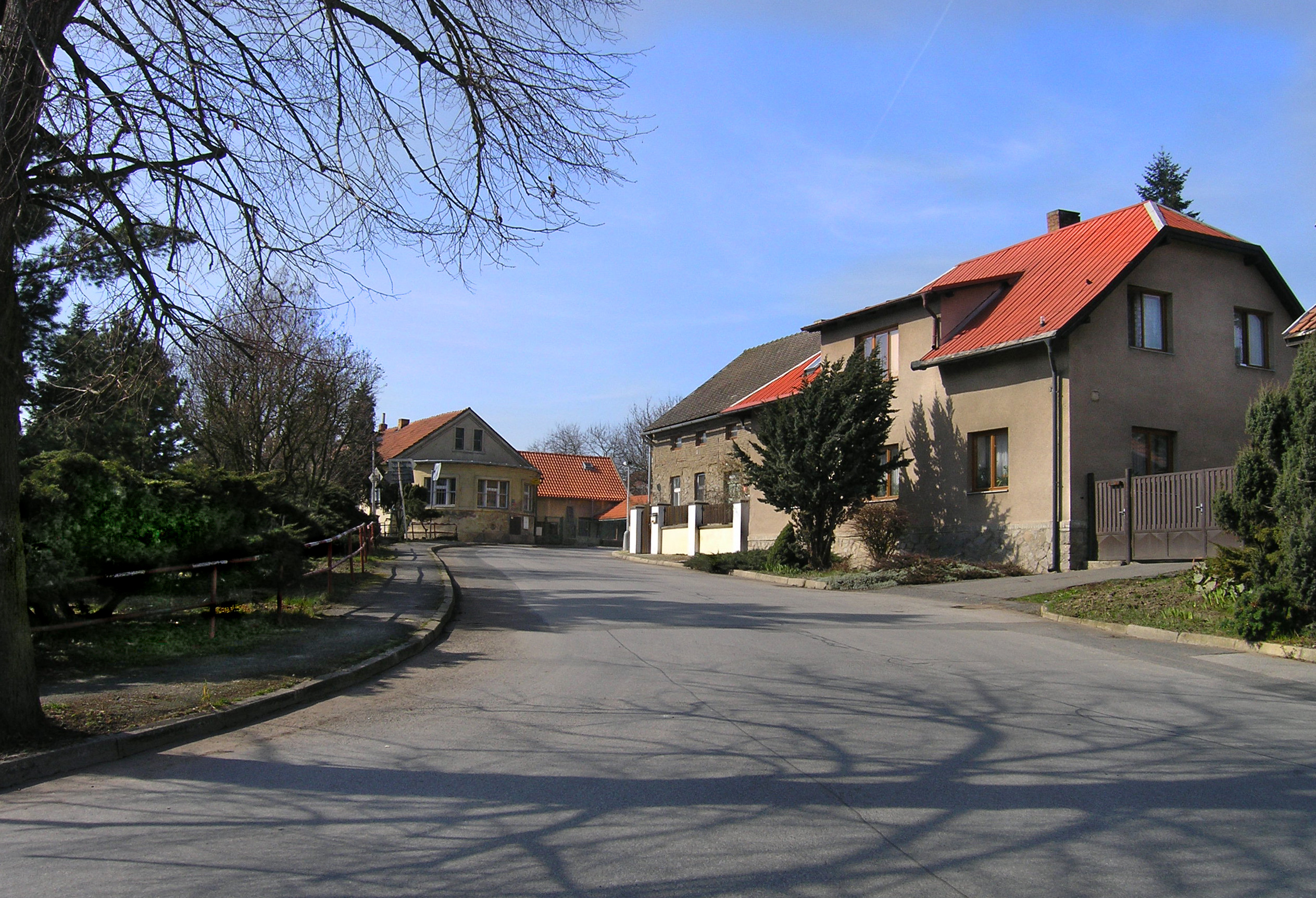
Pánkova ulice, směr ke Kolovratům
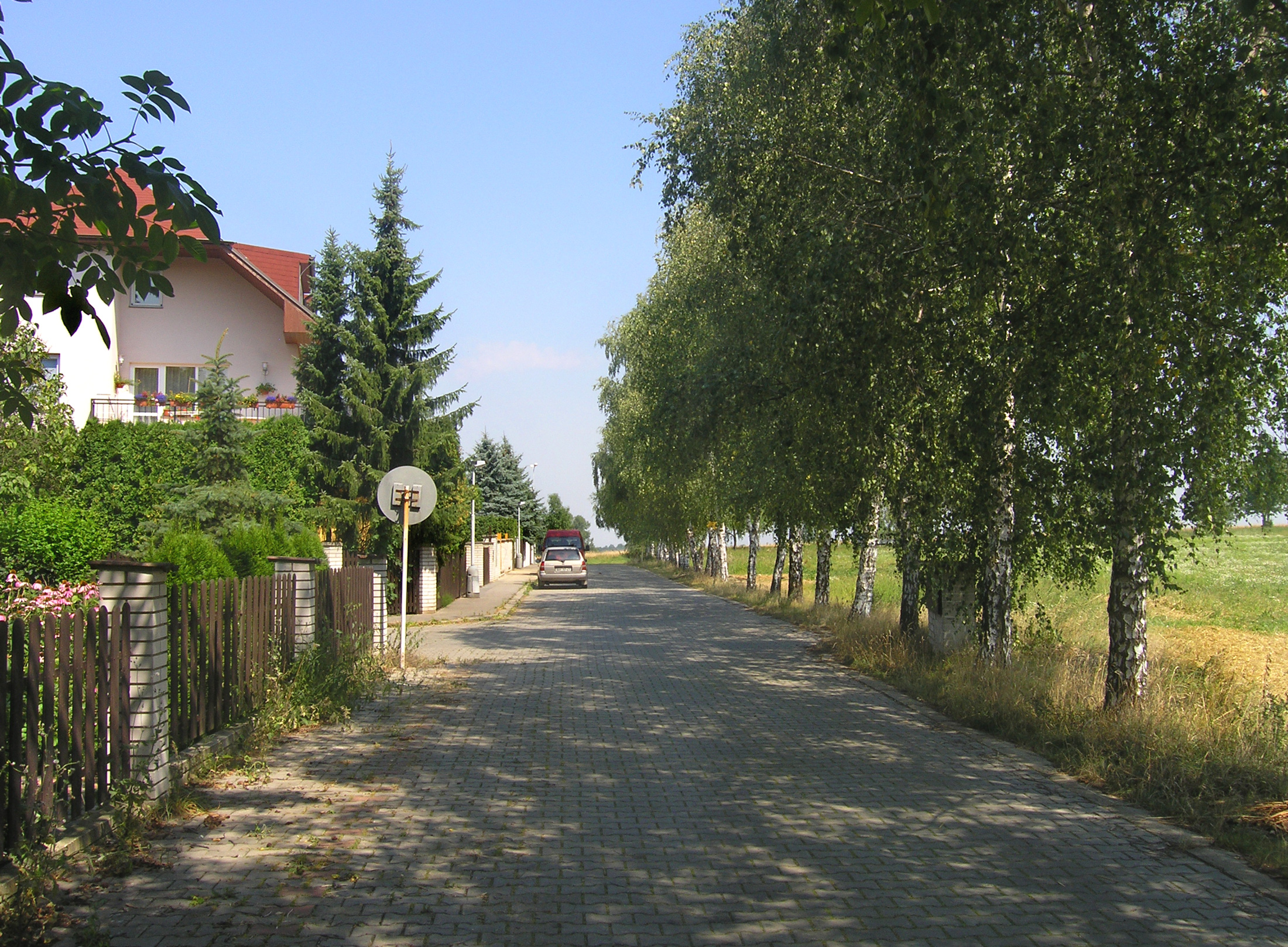
Výtoňská ulice v horní části Nedvězí
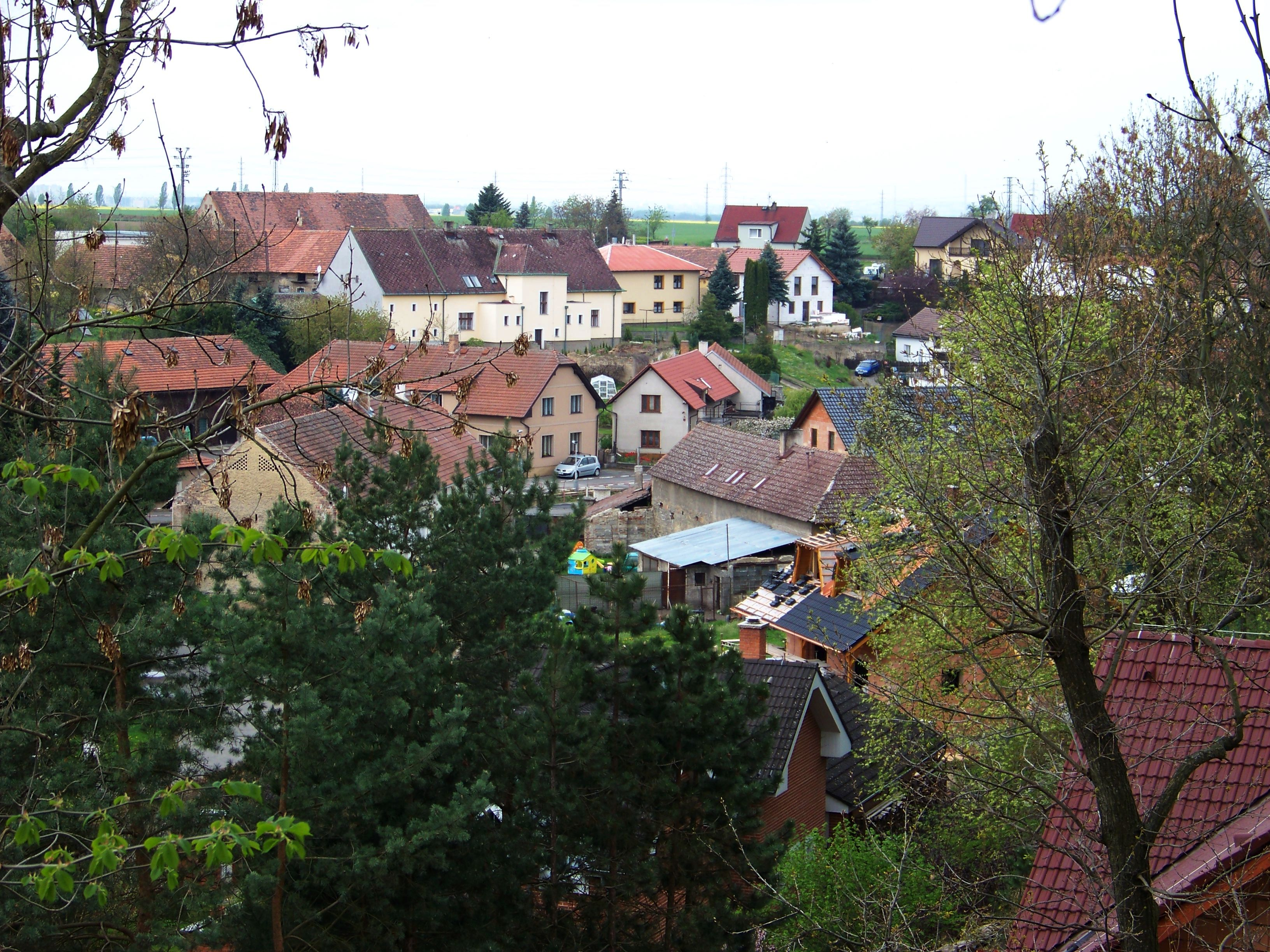
Pohled z Břízovy ulice k Hájové a Rokytné ulici
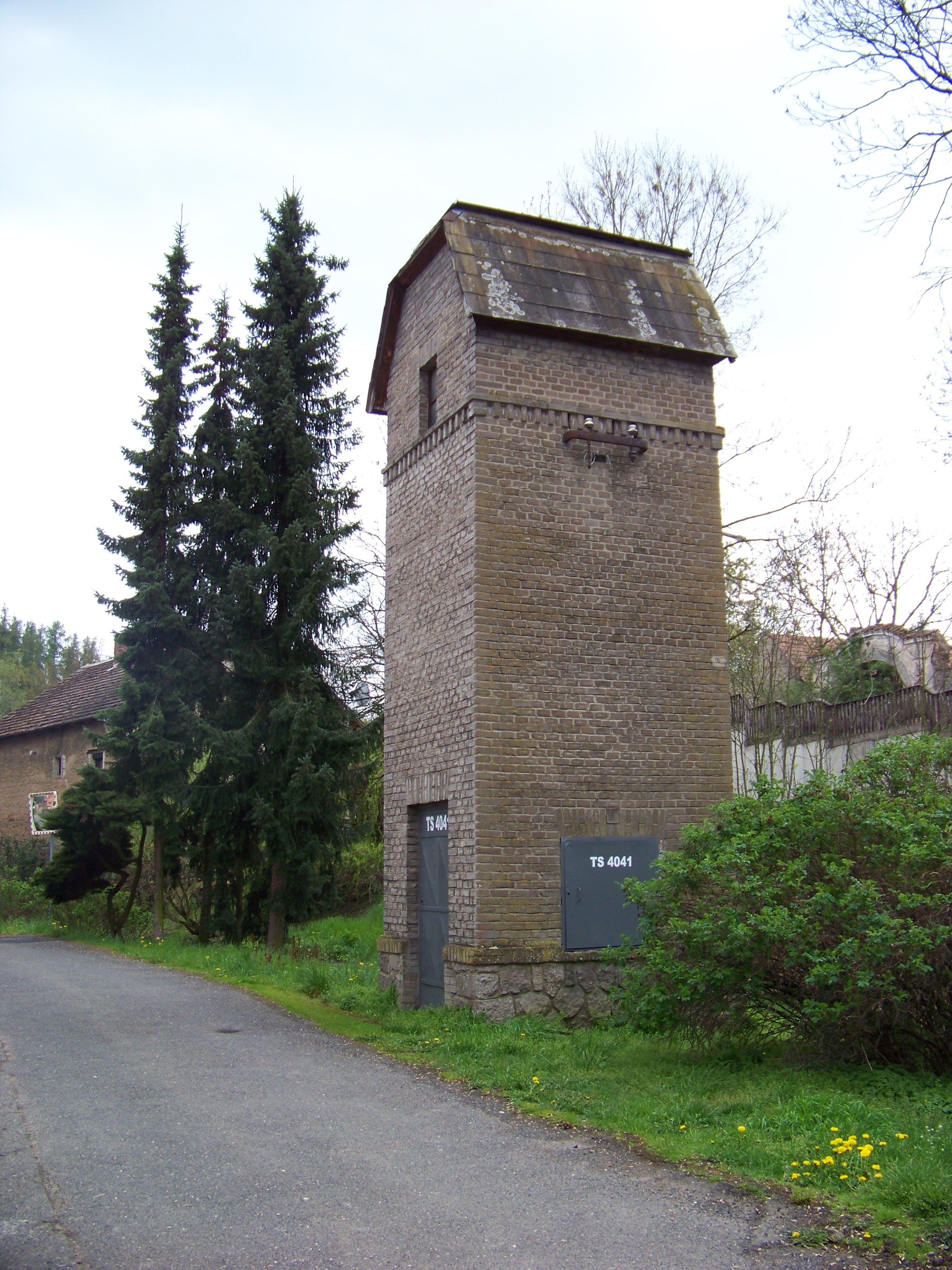
Trafostanice, jediná chráněná kulturní památka v Nedvězí
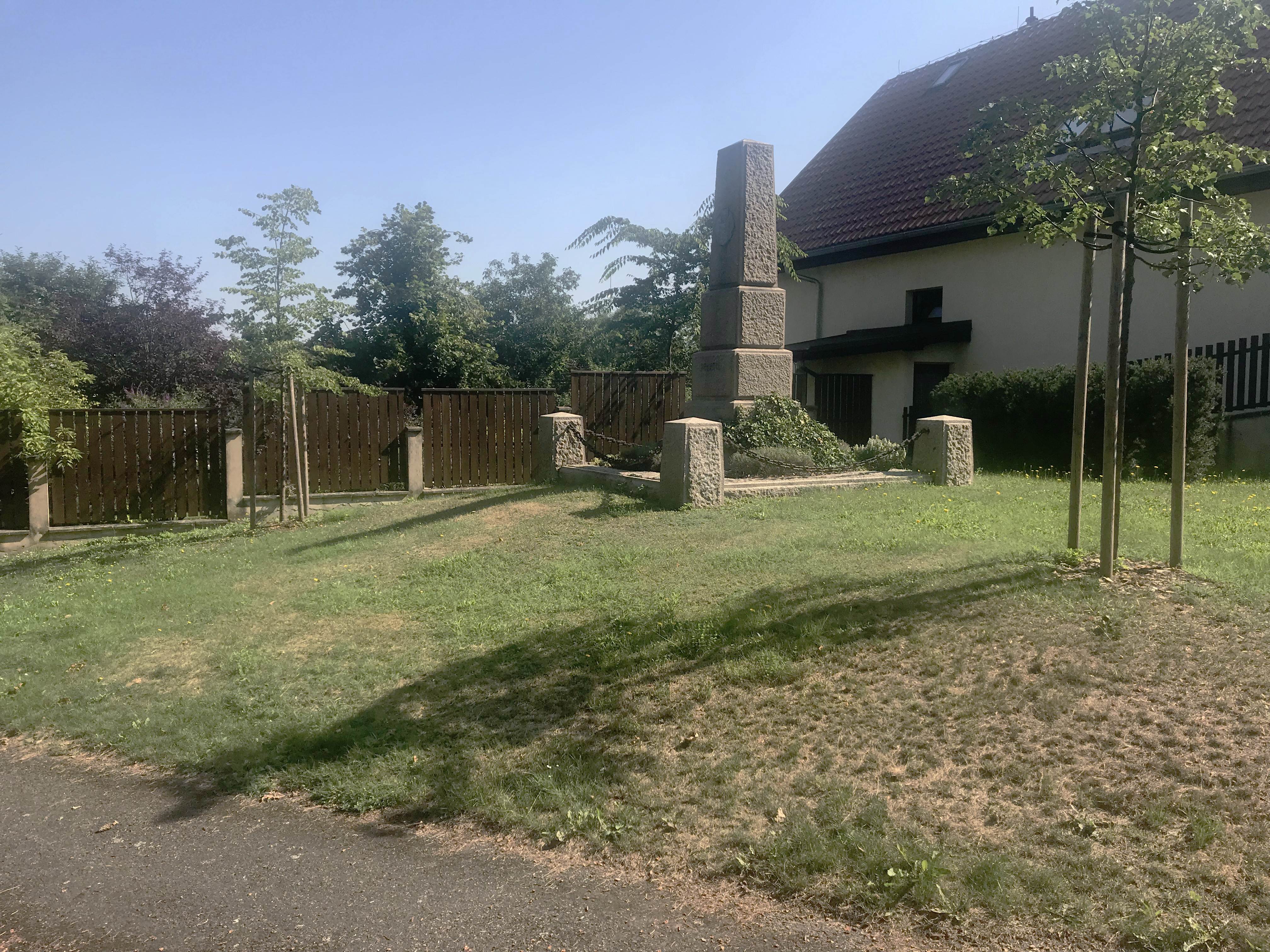
Památník padlým v I. světové válce, Břízova ulice